# Amazontrastkardinal
Amazontrastkardinal (Granatellus pelzelni) är en fågel i familjen kardinaler inom ordningen tättingar. Den förekommer i Amazonområdet i Sydamerika. Beståndet anses vara livskraftigt. Trastkardinalerna placerades tidigare i familjen skogssångare, men genetiska studier visar att de har sin hemvist bland kardinalerna.

## Utseende och läte
Amazontrastkardinalen är en liten och distinkt trast- eller skogssångarlik fågel. Hanen har svart huvud med kontrasterande vitt på ögonbrynsstreck och strupe, grå ovansida och slående skärröd undersida. Honan är beigefärgad på ansikte och undre stjärttäckare, med vitaktig buk och grå ovansida. Sången består av en serie mjuka, stigande visslingar.

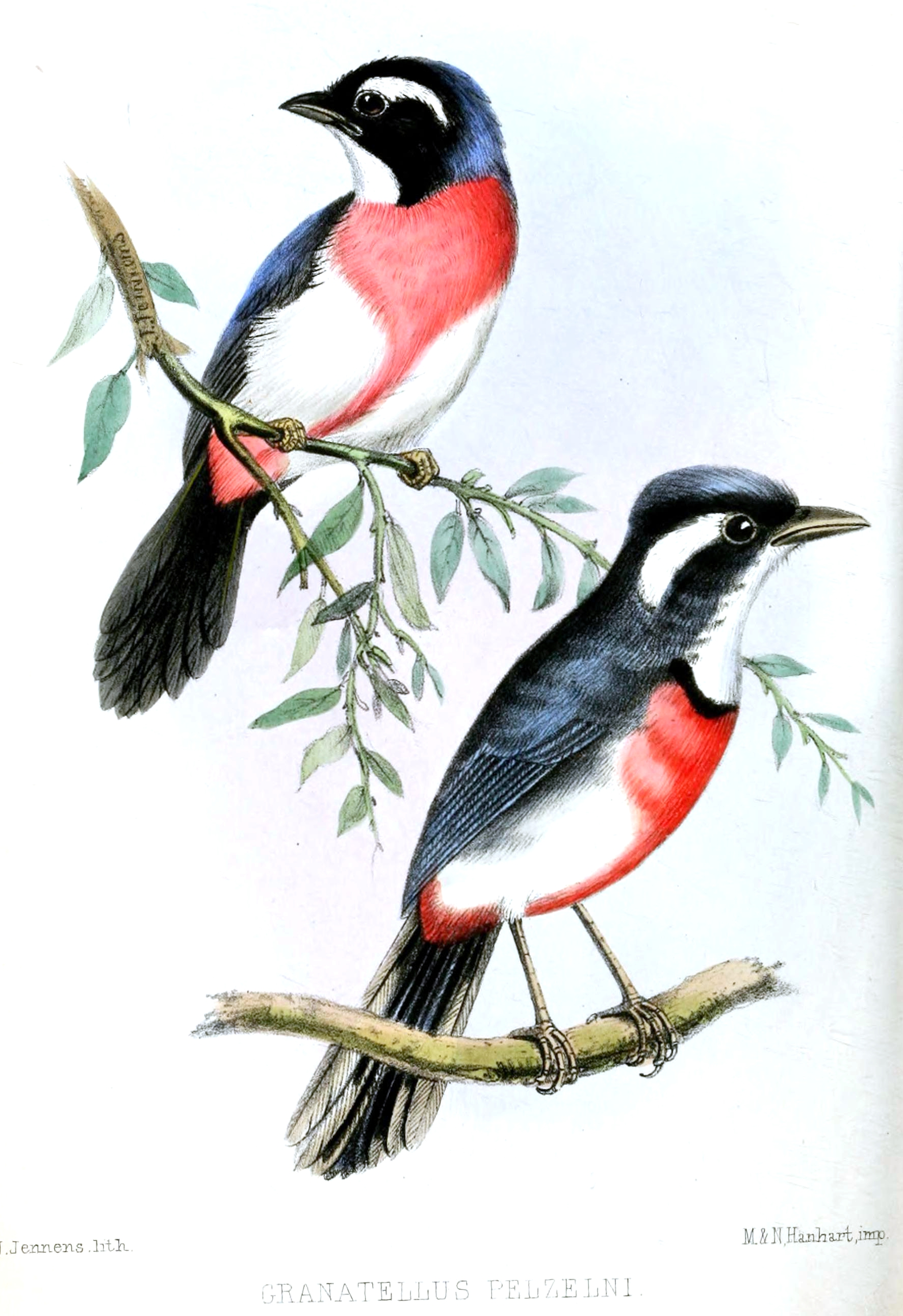

## Utbredning och systematik
Amazontrastkardinalen förekommer i Amazonområdet i Sydamerika, i tropiska sydöstra Venezuela, Guyana, Surinam, nordvästra Brasilien och norra Bolivia. Tidigare inkluderades tocantinstrastkardinalen (G. paraensis) i arten.

### Familjetillhörighet
Trastkardinalerna behandlades fram tills nyligen som en del av familjen skogssångare (Parulidae), då med det svenska trivialnamnet rödskvättor. Genetiska studier visar dock att de tillhör kardinalerna.

## Levnadssätt
Amazontrastkardinalen föredrar snåriga klängväxter uppe i trädtaket men även skogskanter mot vattendrag där den kan ses närmare marken. Den ses krypa genonm vegetationen, enstaka eller i artblandade flockar, på jakt efter insekter.

## Status
IUCN kategoriserar arten som livskraftig.

## Namn
Fågelns vetenskapliga artnamn hedrar August Pelzel Edler von Pelzeln (1825-1891), österrikisk ornitolog och samlare.